# Terje Thorslund
Terje Thorslund (ur. 15 marca 1945 w Sztokholmie) – norweski lekkoatleta specjalizujący się w rzucie oszczepem.
Brązowy medalista mistrzostw Europy w Rzymie w 1974 roku. Podczas tych zawodów uzyskał wynik 83,68 m. Olimpijczyk z Montrealu w 1976. Czterokrotny mistrz Norwegii. Rekord życiowy: 85,74 m (10 sierpnia 1979, Larvik).